# Сиб
 Тази статия е за града в Оман.  За вилаета вижте Сиб (вилает).  
Сиб (на арабски: ٱلسِّيْب) е град в североизточен Оман, административен център на вилаета Сиб в мухафаза Маскат. Населението му е около 470 878 души (2020).
Разположен е на 8 метра надморска височина в равнината Батина, на брега на Оманския залив и на 35 километра западно от центъра на столицата Маскат. През XVI век в Сиб е разположен португалски крайбрежен форт, а днес градът е бързо развиващо се предградие на Маскат.

## Известни личности
Починали в Сиб
- Кабус ибн Саид (1940 – 2020), султан